# Ángel Castro
Ángel María Bautista Castro y Argiz (Láncara, Lugo, España, 5 de diciembre de 1875-Birán, Cueto, provincia de Holguín, Cuba, 21 de octubre de 1956) fue un inmigrante español en Cuba, padre de los dirigentes revolucionarios Fidel Castro y Raúl Castro, expresidentes de la República de Cuba.

## Biografía
Ángel Castro fue un campesino español analfabeto, que ingresó en el ejército en su país natal, sustituyendo a otro reclutado que pagó a él para que ocupara su puesto, y formó parte del ejército español destacado en Cuba, que peleó contra los mambises en la Guerra de Independencia de 1895, y en la Guerra hispano-estadounidense. Volvió a España con el ejército español derrotado en 1898, y regresó a Cuba en diciembre de 1899 en busca de fortuna. Excelente jugador de cartas, tuvo muy buena intuición en los negocios y llegó a trabajar como contratista con la United Fruit Company cortando madera en los bosques, para luego plantar inmediatamente caña de azúcar. Además, de forma particular, se dedicaba a la crianza de gallos jerezanos de pelea, lo que le comenzó a generar muy buen dinero. Las ganancias de aquel negocio las invirtió comprando terrenos en el campo de Birán. Después fundó en él su propia hacienda, Manacas, consiguiendo así el éxito económico y convirtiéndose finalmente en un rico terrateniente en la parte septentrional de la por entonces (hasta 1976) provincia de Oriente, y hoy provincia de Holguín. Llegó a poseer 11000 hectáreas, entre propias y arrendadas. Tuvo 400-500 obreros agrícolas, muchos de ellos haitianos, trabajando en su hacienda. Ángel tenía un carácter rudo, y era poco afectuoso. Su gran amigo fue Fidel Pino Santos (español rico, representante a la Cámara, murió en 1951), que lo ayudó a progresar en los negocios, y por eso Ángel le puso el nombre Fidel a uno de sus hijos.
En 1911 se casó con María Luisa Argota Reyes (Cuba, 1890 - La Habana, ?), quien era maestra en Birán, dicen que lo alfabetizó, y con la que tuvo cinco hijos, tres murieron de niños y dos sobrevivieron: Pedro Emilio y Lidia Castro Argota. Luego de muchos años de matrimonio se divorciaron. Ángel conoció en 1917 a la pinareña Lina Ruz González (1903-1963) cuando ella vino con sus padres a vivir a casa de su tío en la hacienda de Ángel, en la que este era obrero. Lina trabajó como criada en casa de Ángel y María Luisa, y él mantuvo una relación extramarital con Lina por más de 20 años, y tuvo siete hijos con ella fuera del matrimonio: Ángela María, Ramón Eusebio, Fidel Alejandro, Raúl Modesto, Juana de la Caridad (Juanita), Emma de la Concepción, y Agustina del Carmen. Lina tenía 19 años, mientras que Ángel tenía 47, cuando nació su primera hija, Ángela Castro. Ángel se divorció de su primera esposa después de 1941, y se casó con Lina en abril de 1943. Él reconoció legalmente a sus hijos con Lina en 1943. Ese año estos hijos cambiaron su primer apellido de Ruz a Castro. Su hijo Fidel tenía 17 años cuando cambió su nombre de Fidel Casiano Ruz (bautizado como Fidel Hipólito Ruz) a Fidel Alejandro Castro Ruz. Ángel tuvo dudas de la paternidad de su hijo Raúl, por sospecha de infidelidad de Lina. Rumores sobre esto circulaban entre sus empleados. Las sospechas de Ángel eran fundadas, porque el padre de Raúl Castro es Narciso Campos Pontigo, un guardia rural con el que Lina tuvo una relación amorosa.
María Luisa Argota desde hacía varios años antes de divorciarse de Ángel por sus infidelidades, se había  mudado a la ciudad de Santiago de Cuba con sus hijos. Luego se mudó a La Habana, y vivió los últimos años de su vida cerca de donde vivían sus hijos Pedro Emilio Castro Argota (1913-1992) y Lidia Castro Argota (1914-1991) en esa ciudad, donde falleció a una edad muy avanzada. 
En 1930, Ángel tuvo con Generosa Mendoza, empleada suya, a su hijo Martín Castro. Ángel tuvo 13 hijos. En 1948 su hijo Pedro Emilio trabajaba en una estación de correos en La Habana, y fue apresado y acusado de robo en la correspondencia por valor de $13.000, junto a otro implicado, pero no fue condenado. En 1954, la casa de Ángel y Lina en la hacienda se quemó totalmente por accidente: un tabaco encendido de Ángel mal colocado.
Ángel Castro Argiz murió en Birán, 42 días antes del desembarco de sus hijos Fidel y Raúl junto a otros 80 expedicionarios en la playa de las Coloradas el 2 de diciembre de 1956. Su fallecimiento fue provocado por una hemorragia intestinal, a la edad de 80 años. Sus cenizas reposan junto con las de su esposa y sus hijos Ramón y Ángela en el panteón de la finca familiar de Birán.